# 東京アリス
『東京アリス』（とうきょうアリス）は、チャイドルブームの仕掛け人であり、また上戸彩を発掘した中森明夫による、史上初ペーパームービーのタイトル。主演した3人の女優(岡明子・小松愛子・斉藤泉)も東京アリスという名前で活動している。
パンクイラストレーター「東京Aリス」とは無関係である。

## ストーリー
このお話では援助交際の赤頭巾ちゃん、自傷癖の白雪姫、多重人格のシンデレラが登場する。